# 野村恒造
野村 恒造（のむら こうぞう、嘉永3年9月17日（1850年10月22日） - 大正9年（1920年）1月4日）は、明治時代の政治家。貴族院多額納税者議員、衆議院議員（1期）。

## 経歴
嘉永3年（1850年）9月17日、徳山藩士・野村雲僲の次男として、周防国都濃郡徳山村（徳山町、徳山市を経て、現在の周南市）に生まれる。徳山藩の献功隊に加わり、戊辰戦争に従軍した。明治7年（1874年）5月、兄・慎一が死去し、家督を相続した。
明治10年（1877年）以降、徳山村会議員、同村長、山口県会議員、都濃郡会議員、同郡参事会員などを歴任する。
明治23年（1890年）7月の第1回衆議院議員総選挙で山口県第4区から無所属で出馬して当選し衆議院議員を1期務めたが、任期中の明治24年（1891年）8月28日に辞職した。ついで、明治30年（1897年）山口県多額納税者として貴族院議員に互選され、同年9月29日から明治37年（1904年）9月28日まで在任した。
大正9年（1920年）1月4日に死去。

## 親族
- 長女：リヨウ（内務、警察官僚・佐竹義文に嫁ぐ）[1]